# Ивушейкова, Ольга Юрьевна
Ольга Юрьевна Ивушейкова (род. 16 февраля 1971, Москва) — флейтистка, исполнитель на аутентичных инструментах, педагог. Доцент Московской государственной консерватории. Лауреат Всесоюзного и международных конкурсов.

## Биография
В 1989 г. окончила Среднюю специальную музыкальную школу им. Гнесиных (классы Н. Д. Селезневой, М. И. Каширского, А. В. Корнеева).
В 1987 г. стала лауреатом I премии на Всероссийском (Ленинград) и Всесоюзном (Хмельницкий) конкурсах исполнителей на деревянных духовых инструментах и получила приз как самая юная участница.
В 1988 г. получила специальный приз за яркое индивидуальное исполнение на Международном конкурсе флейтистов в Схевенингене (Нидерланды)
В 1994 г. окончила Московскую консерваторию (класс Ю. Н. Должикова), в 1996 г. — ассистентуру-стажировку (класс Ю. Н. Должикова).
В 2004 г. окончила аспирантуру Высшей школы музыки им. Ф. Мендельсона в Лейпциге (Германия) (в классе профессора Б. Чалога занималась изучением аутентичного исполнительства на траверс-флейте).
В 1996 г. стала лауреатом Международного конкурса им. Ван Вассенаера в Гааге.
В 2002—2004 гг. — стипендиат немецкой службы академических обменов (DAAD).
В 1996—2000 гг. занималась на мастер-классах у А. Адориана (Праад, Франция), М. Кофлера (Австрия), В. Хазельзета (Кётен, Германия), К. Хюнтеллера (Мюнстер, Германия), Б.Кейкена (Бельгия).

## Педагогическая деятельность
С 1997 г. Ивушейкова преподает современную и старинную флейты на факультете исторического и современного исполнительского искусства Московской консерватории, с 2005 г. — доцент.
С 2005 по 2023 г. преподавала в Средней специальной музыкальной школе им. Гнесиных.
2010—2011 г. профессор Университета Сакуйо (Япония)
Ольга Ивушейкова входит в число основателей и организаторов ежегодной Международной летней школы в Гнесинке.
Постоянно проводит мастер классы в различных регионах России в рамках проекта «Класс от маэстро», организованным Благотворительным фондом "Искусство, наука и спорт", фондом Юрия Розума, фондом «Новые имена»https://www.newnames.ru/2021.html
Преподает в летней школе «Forum for Flute and Piano» в Дикирхе, (Люксембург), на Международном фестивале Adams в Иттервурте (Нидерланды)
В числе ее выпускников лауреаты международных конкурсов и солисты ведущих оркестров России.

## Концертная деятельность
В 1990—1993 гг. Ивушейкова — солистка оркестра Московского Баховского Центра. В 1992—1994 гг. — солистка Московского симфонического оркестра радио и телевидения Останкино под управлением А. Михайлова.
С 2004 года солистка первого в России аутентичного оркестра Pratum Integrum,
Ведет активную концертную деятельность в России и за рубежом. В числе ее партнеров Александр Рудин, Яков Кацнельсон, Алексей Уткин, Татьяна Гринденко, Алексей Любимов, Феликс Ренггли, Паоло Грацци, Виланд Коекен.
Работа в качестве члена жюри:
Являлась членом жюри Второго Международного конкурса имени О.Николе в Гуанчжоу (Китай) в 2014г, Международного Конкурса имени Кулау, в Ильцене (Германия) в 2015 и 2017 гг.
Являлась организатором и председателем жюри ежегодного Международного конкурса имени Гнесиных(Москва) с 2017 по 2022 год